# Rimae Apollonius
Le Rimae Apollonius sono una struttura geologica della superficie della Luna.